# Le Tronquay
Le Tronquay é uma comuna francesa na região administrativa da Normandia, no departamento de Eure. Estende-se por uma área de 18,64 km². Em 2010 a comuna tinha 519 habitantes (densidade: 27,8 hab./km²).